# Hãy làm tình, đừng gây chiến

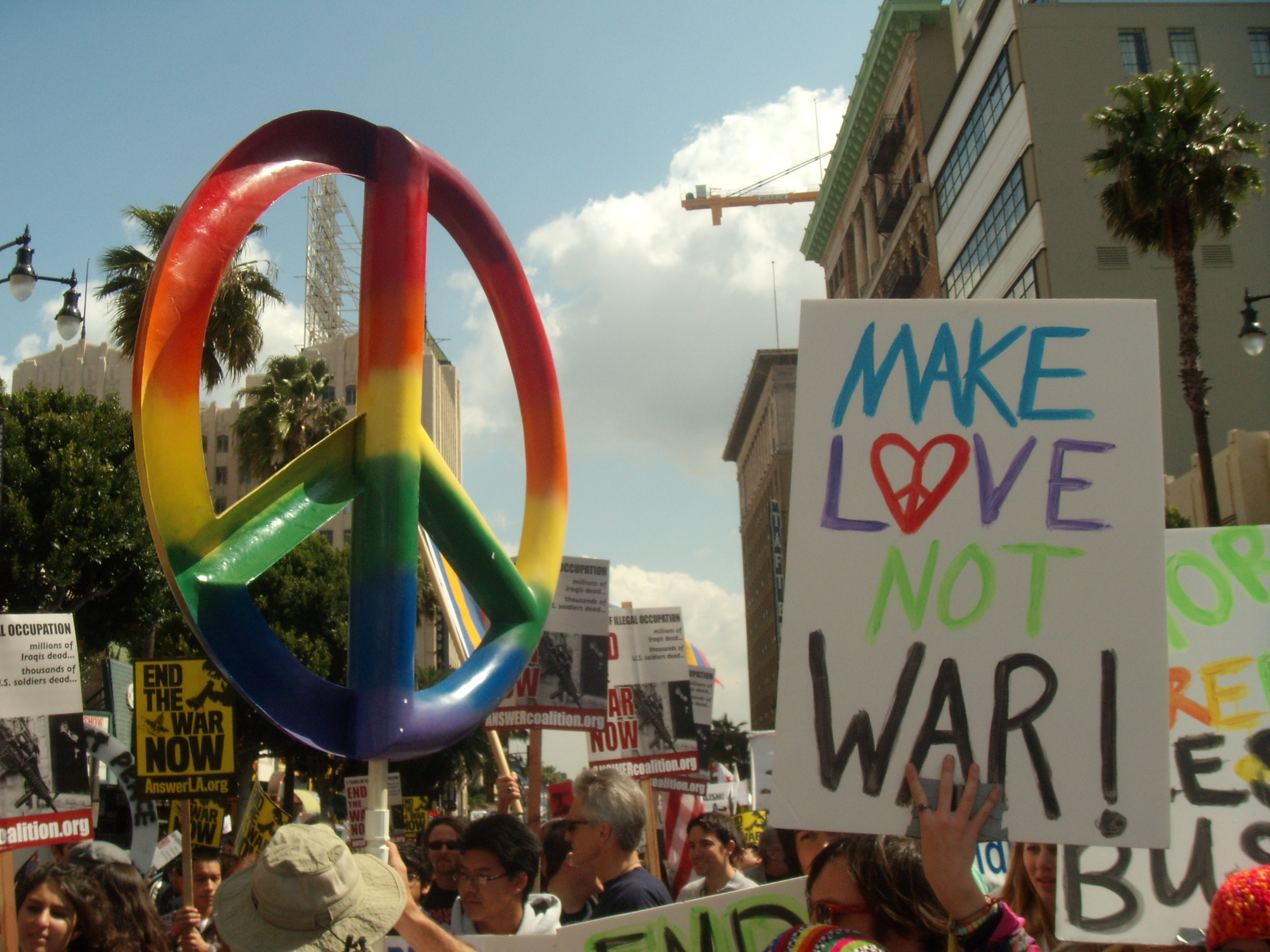
Những người biểu tình phản đối Chiến tranh Iraq, năm 2008

Hãy làm tình, đừng gây chiến (tiếng Anh: Make love, not war) là khẩu hiệu chống chiến tranh thường liên quan phổ biến phong trào chống văn hóa thập niên 1960 ở Hoa Kỳ. Khẩu hiệu này ban đầu được sử dụng chủ yếu bởi những người chống chiến tranh Việt Nam nhưng đã được viện dẫn trong những ngữ cảnh chống chiến tranh khác kể từ đó. Phần "làm tình" (make love) của khẩu hiệu thường để nói tới việc thực hành tự do yêu đương, một phong trào phát triển ở giới trẻ Mỹ không chấp nhận hôn nhân, coi đó gây ràng buộc về xã hội và tài chính, một công cụ của những người ủng hộ chiến tranh và ưa chuộng nền văn hóa cổ truyền bảo thủ.
Nguồn gốc cụm từ không rõ lắm. Gershon Legman tuyên bố là mình đã tạo ra cụm từ này, cũng như ca sĩ Mỹ Rod McKuen, Những nhà hoạt động cấp tiến Penelope và Franklin Rosemont, và Tor Faegre đã giúp làm phổ biến cụm từ này bằng cách in ấn hàng ngàn khẩu hiệu "Make Love, Not War" tại nhà sách Solidarity Bookshop ở Chicago, Illinois và phân phối chung tại cuộc diễu hành hoàn bình Ngày của Mẹ năm 1965. Họ là những người đầu tiên in ấn câu khẩu hiệu.
Trong tháng 4 năm 1965, tại một cuộc biểu tình về Việt Nam ở Eugene, Oregon, Diane Newell Meyer, lúc đó là một sinh viên năm cuối tại Đại học Oregon, kẹp một ghi chú viết tay trên áo len với nội dung "Chúng ta hãy làm tình thay vì gây chiến", do đó đánh dấu sự bắt đầu phổ biến của cụm từ này. Một hình ảnh của Meyer đeo khẩu hiệu được in tại Eugene Register-Guard và sau đó một bài viết có liên quan đăng ở tờ New York Times vào ngày 9 tháng 5 năm 1965.
Khi khẩu hiệu này được dùng ở California năm 1967, Ronald Reagan lúc đó là thống đốc đã giễu cợt về những người phản đối: "Những người này trông có vẻ như không thể làm được điều gì trong cả hai thứ này".